# Вятская провинция
Вя́тская прови́нция — одна из провинций Сибирской (1719—1727) и Казанской (1727—1780) губерний Российской империи.  Центр — город Хлынов (Вятка).

## История
29 мая (9 июня)  1719 года по именному указу Петра I Сибирская губерния была разделена на три провинции, в том числе Вятскую провинцию. В состав провинции отнесены города: Хлынов (Вятка) с пригородами — 6511 дворов, Кайгородок — 1195 дворов, Кунгур — 3202 двора, итого 10 908 дворов (число дворов указано по ландратской переписи 1710 года, указаны дворы крестьян и разночинцев, с которых положены сборы, без посадских). Вятская провинция состояла из 7 дистриктов (уездов): Хлыновского, Слободского, Котельничского, Орловского, Шестаковского, Кайгородского и Кунгурского.
4 (15) июня 1724 года город Кунгур с Кунгурским уездом передан из Вятской провинции в Соликамскую провинцию виду большого расстояния между Кунгуром и Хлыновом.
29 апреля (10 мая)  1727 года Вятская и Соликамская провинции переданы из Сибирской губернии в состав Казанской губернии. Целью было сокращение расстояний при пересылке собранной подушной подати из провинции в губернию и далее в столицу.
11 (22) сентября 1780 года Вятская провинция была упразднена и вместе с частью Свияжской и Казанской провинций вошла в состав новообразованного Вятского наместничества.